# حزقيال بابلو إسكوبار مارتينيز
حزقيال بابلو إسكوبار مارتينيز (بالإسبانية: Juan Pablo Escobar Martínez)‏ هو محامي وسياسي مكسيكي، ولد في 25 يناير 1963 في مدينة سان لويس بوتوسي في المكسيك. حزبياً، نشط في حزب العمل الوطني. وقد انتخب عضو مجلس النواب المكسيك.